# Isla Selden
Isla Selden (en inglés: Selden Island) es una isla estadounidense de 408 acres en el río Potomac, situada a unos 32 km (20 millas) de la ciudad de Washington D. C. Tiene unos 4 km de largo y 0,5 km de ancho máximo. A pesar de que se encuentra dentro del condado de Montgomery, en el estado de Maryland, el único camino de acceso es a través de un puente que la conecta al Condado de Loudoun, del lado de Virginia en el río potomac.
La evidencia arqueológica indica que la isla ha sido un sitio con actividad humana desde alrededor de 1000 AC. Un tipo característico de la cerámica conocida como Isla Selden  data de este período.